# Јединствена Србија
Јединствена Србија (скраћено ЈС) је национално-конзервативна политичка странка у Србији.

## Историја
Основана је 15. фебруара 2004. када се одвојила од крајње десничарске Странке српског јединства са Драганом Марковићем који је изабран за вођу на првој скупштини странке. У почетку је имала блиске односе са другим десничарским странкама као што су Нова Србија и Демократска странка Србије, а чак је и учествовала са њима на парламентарним изборима 2007. године. На парламентарним изборима 2008. учествовала је у коалицији око Социјалистичке партије Србије и подржала приступање Србије Европској унији.
Јединствена Србија је прва најавила почетак разговора са коалицијом За европску Србију, коју предводи председник Борис Тадић, о формирању нове владе.
Јединствена Србија, укључујући њеног вођу Марковића, подржала је кампању „Срби за Трампа” и Доналда Трампа на председничким изборима у САД 2020. године.

## Идеологија и позиција
Јединствена Србија је на политичком спектру позиционирана на десници, а окарактерисана је као популистичка и национално-конзервативна. Од почетка је друштвено-конзервативна, а такође се залаже за регионализам.

## Резултати на изборима

### Парламентарни избори
| Година | Гласови | % од важећих | # мандата | Промена | Коалиција    | Статус          |
| ------ | ------- | ------------ | --------- | ------- | ------------ | --------------- |
| 2007.  | 667.615 | 16,55%       | 2 / 250   | 2       | са ДСС—НС    | владина подршка |
| 2008.  | 313.896 | 7,58%        | 3 / 250   | 1       | са СПС—ПУПС  | владина подршка |
| 2012.  | 567.689 | 14,51%       | 7 / 250   | 4       | са СПС—ПУПС  | владина подршка |
| 2014.  | 484.607 | 13,49%       | 7 / 250   | 0       | са СПС—ПУПС  | владина подршка |
| 2016.  | 413.770 | 10,95%       | 6 / 250   | 1       | са СПС—ЗС—КП | владина подршка |
| 2020.  | 334.333 | 10,38%       | 8 / 250   | 2       | са СПС—ЗС—КП | владина подршка |
| 2022.  | 435.274 | 11,79%       | 8 / 250   | 0       | са СПС—ЗС    | влада           |
| 2023.  | 249.916 | 6,73%        | 5 / 250   | 3       | са СПС—ЗС    | владина подршка |

### Председнички избори
| Година | #   | Кандидат           | 1. круг — гласови | %      | 2. круг — гласови | % | Изабран(а) | Напомене |
| ------ | --- | ------------------ | ----------------- | ------ | ----------------- | - | ---------- | -------- |
| 2004.  | 11. | Љиљана Аранђеловић | 11.796            | 0,38   | —                 | — | изгубила   |          |
| 2008.  | 3.  | Велимир Илић       | 305.828           | 7,43   | —                 | — | изгубио    | подршка  |
| 2012.  | 3.  | Ивица Дачић        | 556.013           | 14.23  | —                 | — | изгубио    | подршка  |
| 2017.  | 1.  | Александар Вучић   | 2.012.788         | 55,05  | —                 | — | победио    | подршка  |
| 2022.  | 1.  | Александар Вучић   | 2.224.914         | 60,01% | —                 | — | победио    | подршка  |